# Ancient Dreams In A Modern Land
Ancient Dreams in a Modern Land je páté studiové album velšské zpěvačky Mariny , poslední pod vydavatelstvím Atlantic Records. Vyšlo 11. června 2021 a většina písní byla napsána u ní doma během pandemie covidu-19 (kromě „Man's World“ a „Pandora's Box“, napsaných mezi roky 2019 a 2020).
V albu se objevují motivy zlomeného srdce, feminismu a globálního oteplování. Marinu při tvorbě inspiroval konec jejího pětiletého vztahu s Jackem Pattersonem, členem kapely Clean Bandit.
Dne 7. ledna 2022 vyšla Deluxe edice tohoto alba, obsahující 3 nové písně a demo verze skladeb „Venus Fly Trap“ a „Ancient Dreams in a Modern Land“.

## Seznam písní
| Pořadí | Název                             | Délka |
| ------ | --------------------------------- | ----- |
| 1.     | „Ancient Dreams in a Modern Land“ | 3:26  |
| 2.     | „Venus Fly Trap“                  | 2:38  |
| 3.     | „Man's World“                     | 3:28  |
| 4.     | „Purge the Poison“                | 3:16  |
| 5.     | „Highly Emotional People“         | 3:34  |
| 6.     | „New America“                     | 3:52  |
| 7.     | „Pandora's Box“                   | 3:32  |
| 8.     | „I Love You but I Love Me More“   | 3:43  |
| 9.     | „Flowers“                         | 3:54  |
| 10.    | „Goodbye“                         | 4:42  |